# 亚历山大·马韦茨基
亚历山大·马韦茨基（波蘭語：Aleksander Małecki，1901年9月4日—1939年），波兰男子击剑运动员。他曾代表波兰参加1928年夏季奥林匹克运动会击剑比赛，获得男子团体佩剑铜牌。